# Ermida de Nossa Senhora das Mercês (Feteira)
A Ermida de Nossa Senhora das Mercês é uma ermida católica, dedicada a Nossa Senhora das Mercês, localizada no Caminho das Vinhas, freguesia de Feteira, concelho de Angra do Heroísmo. O edifício original foi construído por volta de 1590, mantendo ainda muitos dos seus traços originais.

## Historial
Por volta de 1590 o padre Manuel Martins Coelho Baião, ao tempo vigário da freguesia da Ribeirinha, a cujo território o lugar então pertencia, edificou a expensas suas uma ermida no lugar da Canada das Vinhas, então desprovido de habitação permanente, destinado a celebrar missa durante o período das vindimas, quando os proprietários dos vinhedos ali existentes ali se fixavam durante algumas semanas em abrigos improvisados.
O lugar manteve-se despovoado até ao início do século XVIII e, quando ali já residiam 6 famílias, foi ganhando progressivamente vida própria. Nesse período, a ermida, que entretanto tinha passado à posse da família Toste Parreira, constituiu-se como o centro da vida comunitária, embrião da atual freguesia da Feteira.
Em 10 de setembro de 1863 o lugar da Feteira foi elevado a curato sufragâneo da paroquial de São Pedro da Ribeirinha, tendo a Ermida de Nossa Senhora das Mercês como local de culto. Ao tempo o local teria cerca de 300 habitantes permanentes. Foi primeiro cura o padre Domingos Correia de Ávila.
A ermida, que ao tempo era propriedade de Inácio Toste Parreira, era demasiado pequena para nela se instalar o Santíssimo Sacramento em sacrário permanente, o que obrigava a recorrer à paroquial da Ribeirinha sempre que algum enfermo necessitasse de comungar. Em consequência, logo após a elevação a curato surgiu a iniciativa de construir uma igreja com dimensões adequadas, sendo intenção ampliar a ermida. Contudo, o proprietário opôs-se à ideia e não cedeu o terreno para a construção. Perante a recusa, e porque tinha acabado de ser construída a nova estrada real ligando Angra a São Sebastião sem recurso à antiga estrada litoral, foi resolvido construir a nova igreja junto àquela estrada, no local onde o Caminho das Vinhas (hoje das Mercês) nela desembocava.
Em consequência dessa opção, após a construção da nova igreja, hoje a Igreja de Nossa Senhora da Consolação, inaugurada em 1868, a ermida deixou de ter funções públicas, ficando a cargo dos seus proprietários. A mudança de orago da igreja paroquial resultou de Inácio Toste Parreira não ter autorizado a transferência da imagem de Nossa Senhora das Mercês, que o povo almejava para padroeira. A solução foi aceitar, aquando da inauguração da igreja paroquial, a oferta de uma imagem de Nossa Senhora da Consolação, oferecida por Maria Luísa Guedes Sampaio, ao tempo viúva de Diogo Labatt. Contudo, a benfeitora impôs como condição que a imagem mantivesse a invocação, o que obrigou a mudar a invocação da igreja. Contudo, o orago do curato, hoje freguesia, manteve-se como Nossa Senhora das Mercês, pois a Santa Sé não autorizou a mudança.
A ermida mantém uma festividade anual, reminiscência da antiga festa que se fazia aquando das vindimas.